# Aleksa Avramović
 (août 2024).
Si vous disposez d'ouvrages ou d'articles de référence ou si vous connaissez des sites web de qualité traitant du thème abordé ici, merci de compléter l'article en donnant les références utiles à sa vérifiabilité et en les liant à la section « Notes et références ».
Aleksa Avramović (en alphabet cyrillique serbe : Алекса Аврамовић), né le 25 octobre 1994 à Čačak (Yougoslavie, actuelle Serbie), est un joueur international serbe de basket-ball, évoluant au poste de meneur et d'arrière, au sein de l'équipe du Dubaï Basketball.

## Palmarès

### Sélection nationale
- Médaille d'argent à la Coupe du monde masculine de basket-ball 2023
- Médaille de bronze aux Jeux olympiques d'été de 2024[1] et élu meilleur défenseur du tournoi[2]